# Tomba di Archimede
La presunta tomba di Archimede è una grotta artificiale scavata su pietra calcarea, sita all'interno della necropoli Grotticelle, che a sua volta si trova nella parte più settentrionale del parco archeologico della Neapolis, ubicato nel territorio urbano di Siracusa.
La sua fama è dovuta alla tradizione popolare che vorrebbe identificare in questa cavità la sepoltura del celebre matematico Archimede, ucciso da un soldato romano durante la presa di Siracusa nel 212 a.C.

## La tomba di Archimede

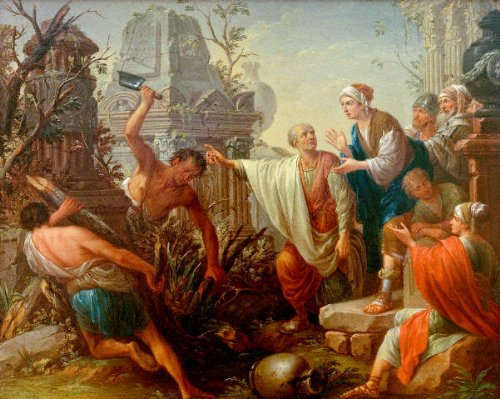
Cicerone scopre la tomba di Archimede, dipinto del 1781 di Christian Wink.

In realtà, è alquanto improbabile che il sito in questione corrisponda alla vera tomba di Archimede. Cicerone ha lasciato testimonianza del reale luogo di sepoltura del grande scienziato, che non corrisponde alla località in cui sorge la presunta tomba. L'oratore romano scrisse:
(Cicerone, Tusculanae disputationes V 23, 64-66)
La cavità sita all'interno della necropoli Grotticelle non mostra incisa alcuna figura geometrica, e sembra essere ben distante dalle porte Agrigentine descritte da Cicerone (in altre versioni risalta piuttosto l'indicazione «fuori della porta sacra del Ciane», ma, ad ogni modo, si tratta di due luoghi a sud di Siracusa).

## Camera sepolcrale di epoca romana
Il sepolcro, che si vorrebbe identificare come tomba di Archimede, contiene al suo interno due ordini di nicchie per la collocazione di urne cinerarie. Costruito intorno al I sec. a.C./I sec. d.C. — ovvero diversi secoli dopo la morte di Archimede — esso è un colombario edificato nella tarda epoca della Roma repubblicana e agli albori della Roma imperiale.